# Saint-Benoît (Réunion)
Saint-Benoît ist eine französische Gemeinde mit 37.585 Einwohnern (Stand 1. Januar 2022) des Übersee-Départements Réunion im Indischen Ozean. Sie ist Sitz der Unterpräfektur und damit Hauptort des Arrondissements Saint-Benoît. Die Einwohner von Saint-Benoît nennen sich Bénédictins.

## Geographie
Saint-Benoît liegt 40 Kilometer südöstlich der Hauptstadt von Réunion Saint-Denis an der Ostküste der Insel. Im Süden grenzt die Stadt an den Rivière de l’Est und im Norden an den Rivière des Roches.

## Klima
Das Klima ist tropisch, es bleibt das ganze Jahr warm und ist durch Passatwinde geprägt. Regen fällt etwa 100 Tage und der Passatwind weht rund 90 Tage pro Jahr.

## Geschichte
Der Ort wurde 1733 gegründet, die Motive zur Erschließung des Gebietes waren die Anlage neuer Kaffeeplantagen. Im August 1809 gelang es der Garde Nationale der Stadt im Rahmen der Napoleonischen Kriege eine britische Landung bei Sainte-Rose abzuwehren.
Anfang des 19. Jahrhunderts erwarb die Gemeinde durch Anbau von Kaffee, Vanille und anderen Gewürzen einen gewissen Wohlstand. Zu verdanken war das dem Botaniker Joseph Hubert, der den Anbau von vielen Pflanzen wie Nelken eingeführt hatte. Später wurden der Zuckerrohranbau und Zuckerfabriken der wichtigste Wirtschaftsfaktor.
1882 wurde die Eisenbahnstrecke nach Saint-Denis fertiggestellt.
1950 vernichtete ein Großfeuer alle älteren Bauten des Stadtzentrums, weshalb die Stadt heute touristisch wenig zu bieten hat.

## Bauwerke
- Ste-Anne (Saint-Benoît, Réunion)
- Ste-Rita (Saint-Benoît, Réunion)

## Wirtschaft
Das Umland der Stadt ist fruchtbar und gut bewässert, es gilt als „Obstgarten“ der Insel. Bekannt ist Saint-Benoît auch für seine Orchideenzucht und die Aufzucht von Süßwasserfischen („bichiques“).

## Städtepartnerschaften
- Quatre Bornes, Mauritius

## Söhne und Töchter der Stadt
- Jean-Claude Fruteau (1947–2022), französischer Politiker
- Joseph Hubert (1747–1825), französischer Botaniker
- Sylvio Ouassiero (* 1994), französisch-madagassischer Fußballspieler
- Laurent Robert (* 1975), französischer Fußballspieler